# 丹下憲孝
丹下 憲孝（たんげ けんこう、1958年 - ）は、日本の建築家。丹下都市建築設計会長。東京都生まれ。父は建築家の丹下健三。

## 略歴
1973年から1977年までスイスヴォー州のロール近郊にある寄宿学校ル・ロゼに学ぶ。1981年、ハーバード大学視聴環境学（visual and environmental studies）、工業エンジニアリング（engineering and applied sciences）卒業。1985年、ハーバード大学デザイン大学院建築学専門課程修了。
1985年、丹下健三・都市・建築設計研究所入所。その後同研究所取締役、取締役副社長、代表取締役社長を経て、2002年に丹下都市建築設計に改組し代表に就任。2016年に会長となる。

## 主な作品
- モード学園コクーンタワー[2]
- FCGビル（フジテレビ本社）[2]
- ザ・プリンス パークタワー東京[2]
- アップリカ葛西本社ビル[4]
- コーンズ大阪サービスセンター[5]

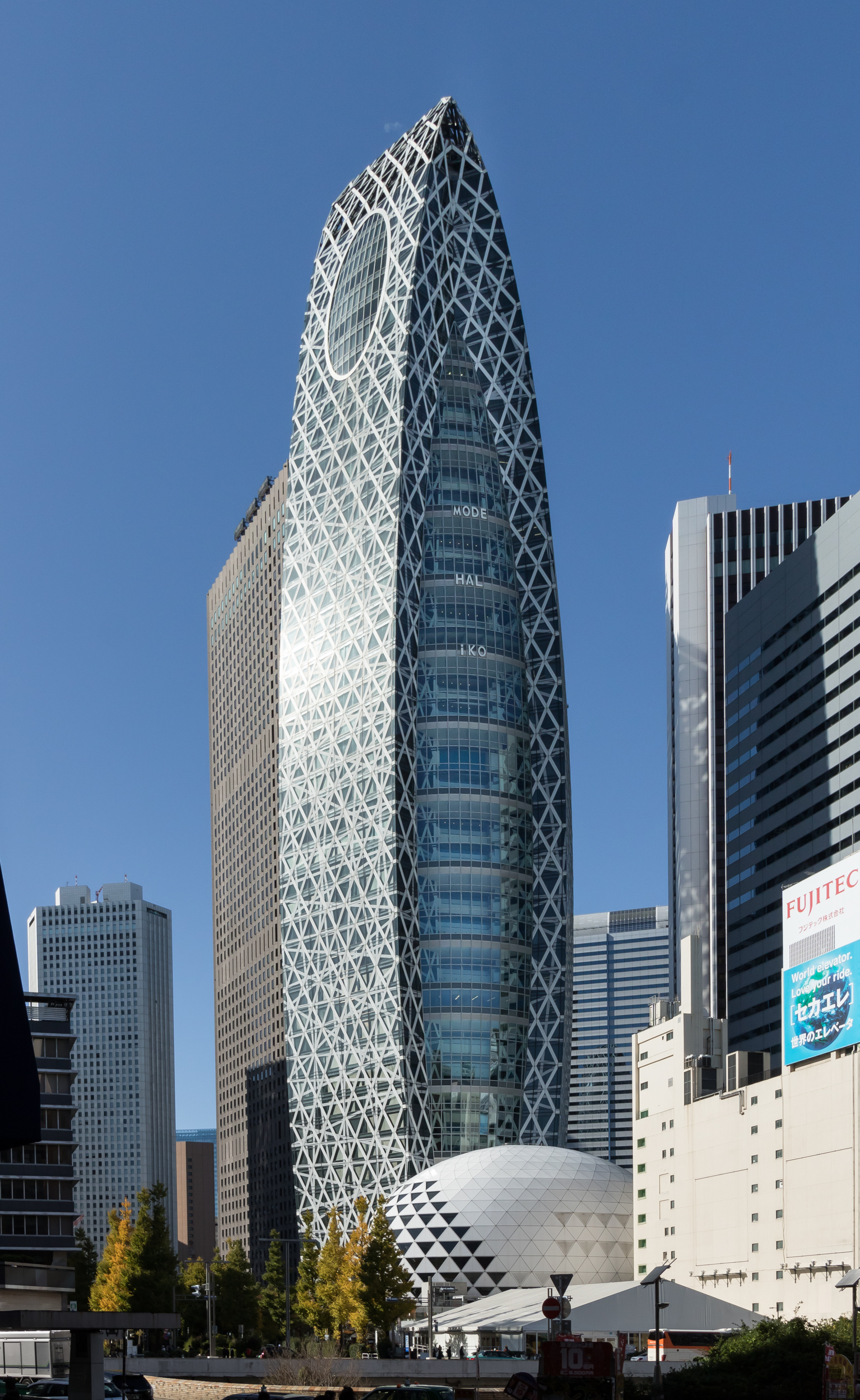
モード学園コクーンタワー
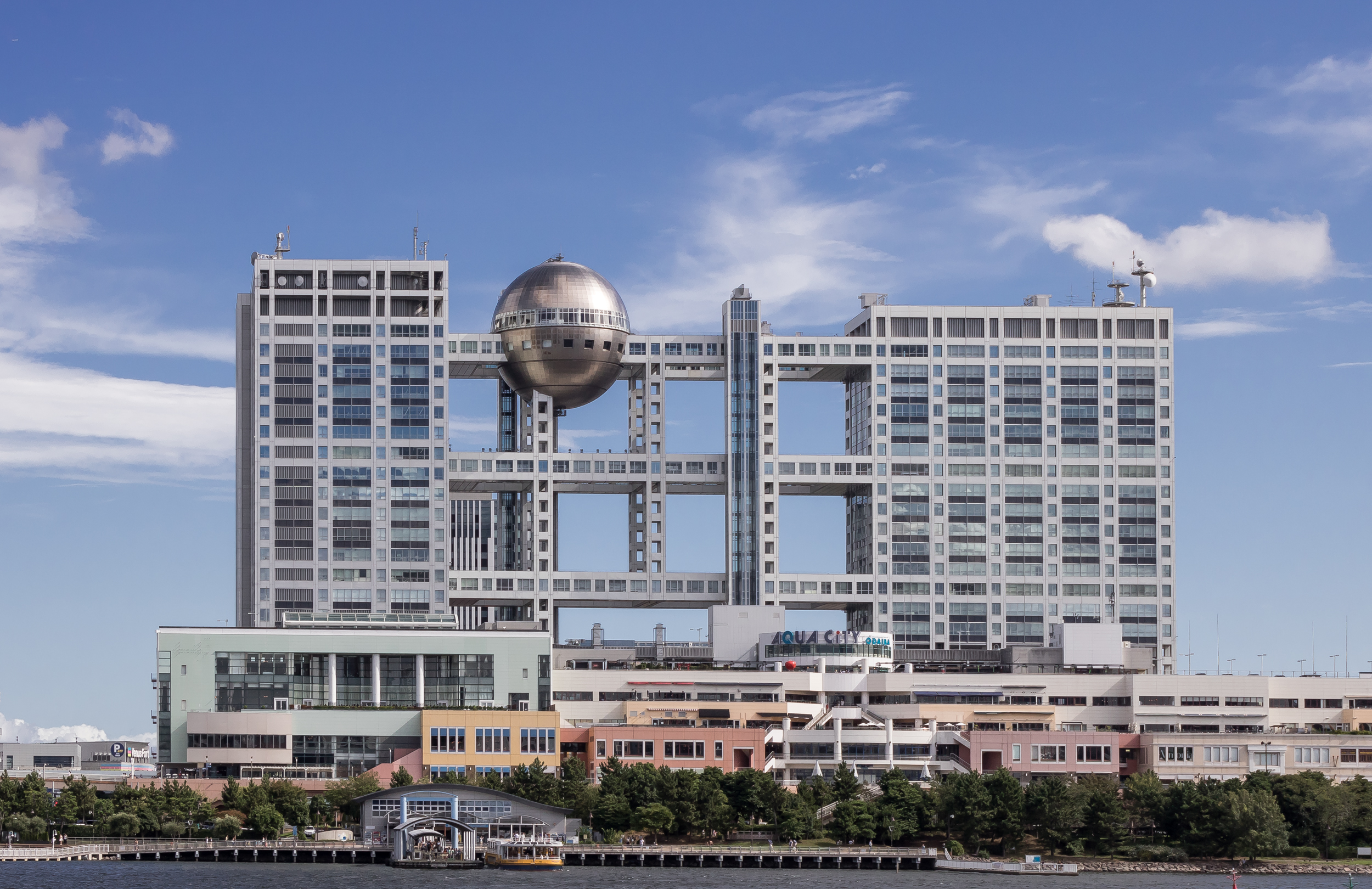
FCGビル
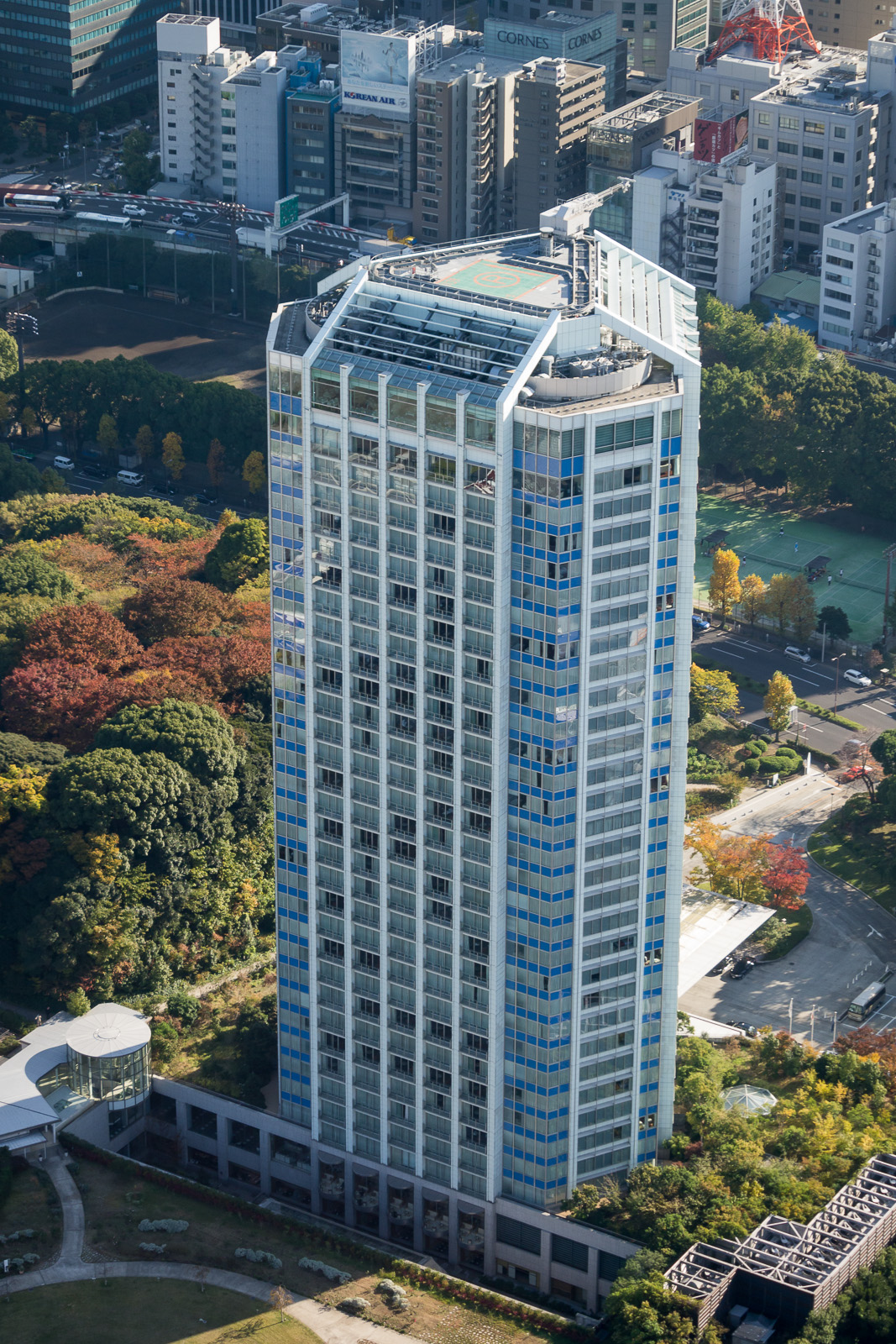
ザ・プリンス パークタワー東京
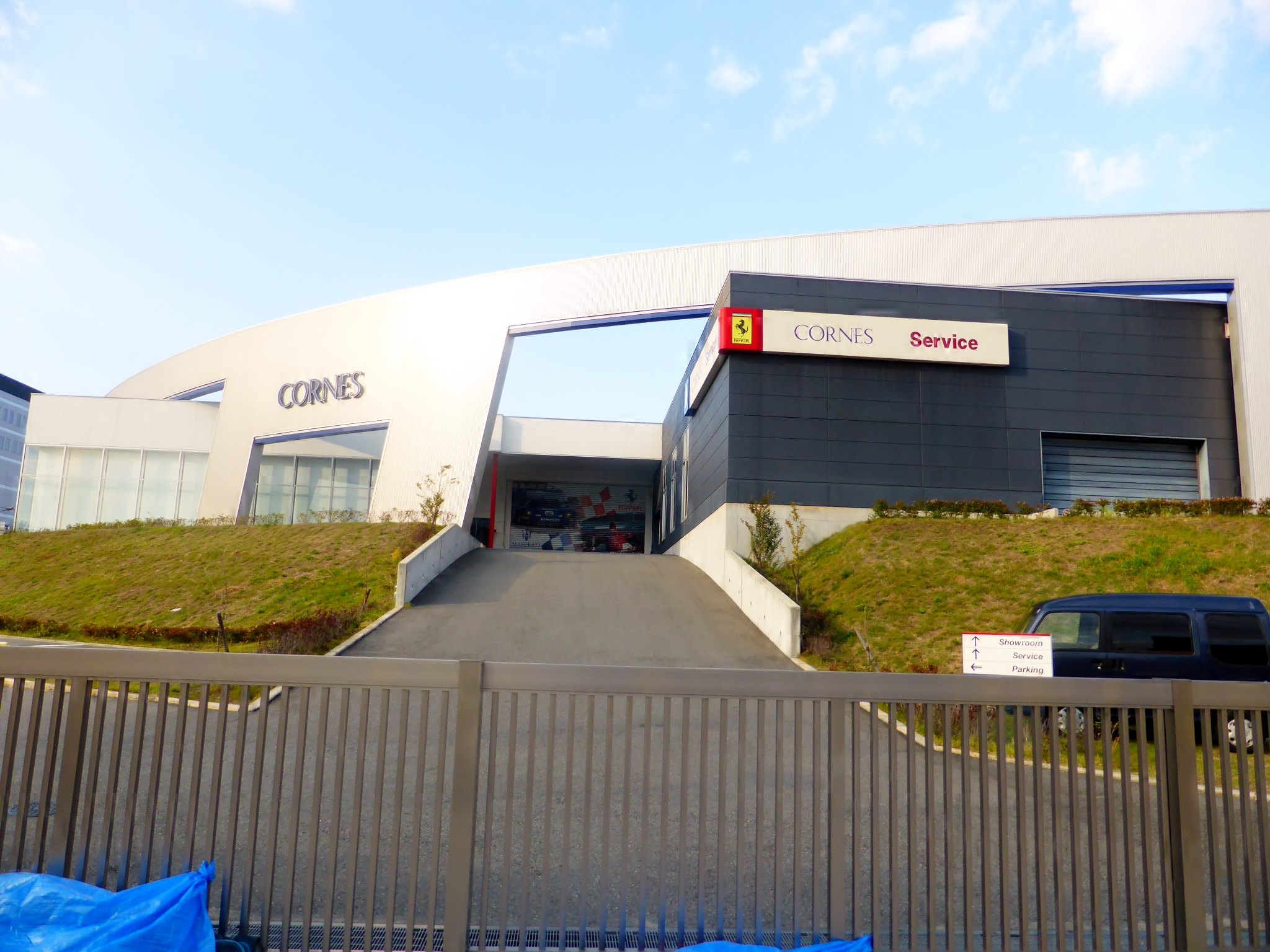
コーンズ大阪サービスセンター

## テレビ番組
- 夢遺産（2017年10月23日、テレビ東京）[6]
- 開運!なんでも鑑定団（2023年7月25日、テレビ東京）[7]